# 1159 Granada
Az 1159 Granada (ideiglenes jelöléssel 1929 RD) a Naprendszer kisbolygóövében található aszteroida. Karl Wilhelm Reinmuth fedezte fel 1929. szeptember 2-án, Heidelbergben.